# Statue chryséléphantine de Zeus à Olympie
La statue chryséléphantine de Zeus à Olympie est une œuvre du sculpteur athénien Phidias, réalisée vers 436 av. J.-C. à Olympie. Aujourd'hui disparue, cette statue monumentale de 12,4 mètres de haut (41 pieds) était considérée dans l'Antiquité comme la troisième des Sept Merveilles du monde.
Le terme « chryséléphantine » vient du grec chrysós (χρυσός), signifiant « or », et elephántinos (ἐλεφάντινος), signifiant « en ivoire », désignant donc les statues réalisées à l'aide de ces deux matériaux.

## Description
Selon Pausanias, la statue montrait Zeus assis sur son trône, représentation qui remonte à L'Iliade et qui se répand dans l'art grec à partir du VIe siècle av. J.-C. — il semble au reste que le sculpteur se soit volontairement inspiré d'Homère. Le dieu était couronné d'un rameau d'olivier. Dans la main droite, il tenait une statuette de Niké, personnification de la victoire, elle-même représentée couronnée d'un bandeau et d'une guirlande. Ses proportions restent ignorées. De la main gauche, Zeus tenait un sceptre richement décoré, sur lequel un aigle était perché. Drapé dans un himation (manteau) brodé de figures animales et de fleurs, le dieu portait des sandales. Son trône comportait une décoration à la fois sculptée, incrustée (pierres précieuses, ébène) et peinte. Quatre petites Victoires dansantes couronnaient les pieds du trône.
L'ensemble fut réalisé selon la technique chryséléphantine : des plaques d'or (χρυσός / khrusós) et d'ivoire (ἐλεφάντινος / elephantinos) recouvraient une âme de bois et figuraient respectivement, d'une part les cheveux, la barbe, les sandales et la draperie, d'autre part les parties nues (notamment la peau). La statue mesurait environ douze mètres de haut, dont un mètre pour la base et deux mètres pour le piédestal. Une inscription kalos sur l'un des doigts, « Pantarkès est beau », permet de dater approximativement la statue : le dénommé Pantarkès remporta en 436 av. J.-C. l'épreuve de lutte garçons aux Jeux olympiques.
La statue jouissait d'une très grande célébrité dans l'ensemble du monde grec. Elle fut incluse dans la liste des Sept Merveilles du monde. Par vénération pour le sculpteur, l'atelier où il sculpta le colosse avec ses élèves fut conservé jusqu'au Ve siècle apr. J.-C. (il a été retrouvé et fouillé de 1954 à 1958). Par la suite, la statue fut enlevée du temple et rejoignit, à Constantinople, la prodigieuse collection de Lausos, chambellan de Théodose II, qui comprenait entre autres l'Aphrodite de Cnide. Elle disparut dans un incendie en 475, en même temps que les autres statues. Malheureusement, aucune copie en marbre ou en bronze n'est parvenue jusqu'à nous. En revanche, l'œuvre de Phidias a été identifiée de manière plus ou moins sûre sur une série de monnaies romaines frappées de 98 à 198 ap. J.-C..

## Postérité et influence
L'abbé Barthélemy dans Voyage du jeune Anacharsis en Grèce (1788), écrit que « le Jupiter d'Olympie servira toujours de modèle aux artistes qui voudront représenter dignement l'Être suprême. »
La statue est à l'origine de la représentation du Christ pantocrator de l'art byzantin[réf. nécessaire]. Elle a inspiré Daniel Chester French pour sa représentation d'Abraham Lincoln au Lincoln Memorial et Salvador Dalí, dans son tableau La Statue de Zeus, à Olympie peint en 1954.

## Dans la fiction

### Jeux vidéos et Jeux de société
Dans le jeu Assassin's Creed Odyssey (sorti en octobre 2018), la statue a été modélisée ainsi que le temple d'Olympie (la modélisation de la statue semble être, en grande partie, basée sur celle conservée au musée de l'Ermitage de Saint-Pétersbourg)[réf. nécessaire].
La statue, parfois entourée de son temple, peut être construite comme merveille mondiale dans plusieurs opus de la franchise Sid Meier's Civilization (Civilization III, Civilization IV, Civilization V, Civilization VI et C-evo). 
La statue fait aussi partie des merveilles qu'il est possible de construire dans le jeu de société 7 Wonders.  